# Итон (остров)
И́тон — остров архипелага Земля Франца-Иосифа. Наивысшая точка острова — 42 метра. Административно относится к Приморскому району Архангельской области России.
Расположен в западной части архипелага в акватории пролива Британский Канал. Ближайшие крупные острова — остров Скотт-Келти в 12 километрах к востоку и остров Гукера в 14 километрах к юго-востоку.
Полностью свободен ото льда, бо́льшую часть его территории занимают каменистые россыпи и небольшой снежник на севере. В северной части острова расположена невысокая (42 метра) скала.
Своё название остров получил в честь британского учёного Альфреда Эдвина Итона (англ. Alfred Edvin Eaton), изучавшего животный и растительный мир Арктики.